# Take Your Time (album Scatman John)
Take Your Time è il quarto album in studio del cantante statunitense Scatman John, pubblicato nel 1999 dalla RCA Records.

## Tracce
1. Take Your Time – 3:46
2. Scatman's Dance – 3:24
3. The Chickadee Song – 3:21
4. Take Me Away – 3:52
5. Scat Me If You Can – 3:58
6. I Love Samba – 3:42
7. Sorry Seems to Be the Hardest Word – 4:56
8. Ichi Ni San... Go! – 4:14
9. Dream Again – 3:53
10. Everyday – 3:41
11. Night Train – 3:16
12. Scatmambo – 3:08